# سیارک ۴۰۴۷
سیارک ۴۰۴۷ (به انگلیسی: 4047 Chang'E، نامگذاری:1964TT2) چهار هزار و چهل و هفتمین سیارک کشف شده‌است که در ۸ اکتبر ۱۹۶۴ کشف شد.
قدر مطلق سیارک برابر ۳۳.۴ است.